# Eka Tkechelachvili
Ekaterine Tkechelachvili, née le 23 mai 1977 à Tbilissi, est une femme politique géorgienne. Elle est ministre des Affaires étrangères du 5 mai au 6 décembre 2008.

## Biographie
En 2005, elle est nommée vice-ministre de l'Intérieur, puis devient présidente de la Cour d'appel de Tbilissi de mai 2006 à août 2007. Ministre de la Justice à partir d'août 2007, elle devient procureur général de Géorgie de janvier à mai 2008. Elle est ensuite ministre des Affaires étrangères du 5 mai au 6 décembre 2008, date à laquelle elle est remplacée par Grigol Vachadze. Secrétaire du Conseil national de sécurité de Géorgie en décembre 2008 et novembre 2010, elle est ensuite vice-Première ministre jusqu'en octobre 2012.